# Israel International 2019
Die Hatzor Israel International 2019 im Badminton fanden vom 24. bis zum 26. Oktober 2019 im Kibbuz Hatzor in der Nähe der Stadt Aschdod statt.

## Sieger und Platzierte
| Disziplin    | Gold                            | Silber                            | Bronze                              |
| ------------ | ------------------------------- | --------------------------------- | ----------------------------------- |
| Herreneinzel | Felix Hammes                    | Christopher Klauer                | Matthew Abela                       |
| Herreneinzel | Felix Hammes                    | Christopher Klauer                | Oswald Fung                         |
| Dameneinzel  | Ksenia Polikarpova              | Dana Danilenko                    | Maria Delcheva                      |
| Dameneinzel  | Ksenia Polikarpova              | Dana Danilenko                    | Vytautė Fomkinaitė                  |
| Herrendoppel | Felix Hammes Christopher Klauer | Glib Beketov Mykhaylo Makhnovskiy | May Bar Netzer Maxim Grinblat       |
| Herrendoppel | Felix Hammes Christopher Klauer | Glib Beketov Mykhaylo Makhnovskiy | Gal Hiram Nir Yusim                 |
| Damendoppel  | Heli Neiman Ksenia Polikarpova  | Yuval Pugach Shery Rotshtein      | Anastasia Bantish Noa Buller        |
| Mixed        | May Bar Netzer Shery Rotshtein  | Shai Geffen Maria Delcheva        | Shoni Schwartzman Anastasia Bantish |
| Mixed        | May Bar Netzer Shery Rotshtein  | Shai Geffen Maria Delcheva        | Ariel Shainski Yuval Pugach         |